# Dave Navarro
David Michael Navarro (Santa Monica (California), 7 juni 1967) is een gitarist en drummer die gespeeld heeft voor Jane's Addiction en Red Hot Chili Peppers.

## Biografie
Navarro is een zoon van James Raul Navarro en Constance Colleen Hopkins. Hij ging naar de John Thomas Dye School in Bel-Air, waar hij Eric Avery ontmoette. Zijn moeder werd vermoord toen hij 15 was.
Navarro is drie keer getrouwd en gescheiden. Zijn eerste vrouw heet Tanja, met wie hij in 1990 trouwde. Op 15 oktober 1994 trouwde hij zijn tweede vrouw, Rhian. Navarro trouwde model en actrice Carmen Electra op 22 november 2003. Op 8 augustus 2006 scheidden de twee.
Navarro heeft lang geworsteld met drugs en hierover geschreven in zijn autobiografie Don't Try This At Home. Hij schreef dit boek in 2001 samen met Neil Strauss. Hij maakte ook een documentaire genaamd: Mourning Son waar hij over de dood van zijn moeder praat.
Navarro presenteert sinds 2012 samen met Chris Núñez en Oliver Peck het televisieprogramma 'Ink Master', een serie waarin verschillende tatoeëerders de competitie met elkaar aangaan. MTV zendt deze serie in België en Nederland uit.

## Jane's Addiction
In 1986 voegde Dave Navarro zich bij Jane's Addiction. Deze band werd zeer succesvol in de alternatieve rockscene. De band stopte in 1991, en Perry Farrell besloot om een laatste concert op Lollapalooza te geven.

## Red Hot Chili Peppers
In 1993 kwam Dave Navarro bij de Red Hot Chili Peppers, nadat John Frusciante in 1992 uit de band was gestapt en verscheidene andere gitaristen niet voldeden. En hoewel de onderlinge relatie tussen de bandleden langzaam maar zeker beter werd, verliep het op muzikaal vlak niet gemakkelijk. In 1995 brachten ze het album One Hot Minute uit, dit werd niet positief ontvangen door de meeste fans en de pers, maar dat was niet af te lezen uit de hitlijsten met 5 miljoen verkochte albums (het is overigens wel het slechtstverkochte album van de groep sinds hun doorbraak in 1991). Toch gingen de Red Hot Chili Peppers en Dave Navarro in 1998 ieder weer hun eigen weg.

## Verdiensten
Verdiensten van Dave Navarro in verschillende disciplines:
- Bibsys: 5071480
- Bibliothèque nationale de France: cb14011402z (data)
- Gemeinsame Normdatei: 123293073
- International Standard Name Identifier: 0000 0001 1449 9699
- Library of Congress Control Number: n00077707
- MusicBrainz: ae21a40c-e6de-4419-9295-d4fddcc0d215
- Nationale Bibliotheek van Tsjechië: js20060120061
- Nationale Bibliotheek van Israël: 987007506290805171
- Virtual International Authority File: 84245036
- WorldCat: E39PBJxrVPYyQPfff8rBB4Y773